# Наполеон Бонапарт (балет)
«Наполео́н Бонапа́рт», соч. 40 — балет Тихона Хренникова в 2 актах на либретто А. А. Белинского и А. Б. Петрова, по мотивам исторической хроники. Премьера состоялась 3 октября 1995 года в Государственном Кремлёвском Дворце в Москве.

## История создания
Балет был написан Тихоном Хренниковым по предложению хореографа Андрея Петрова для Кремлёвского балета. Либретто к балету написали сам Петров и режиссёр Александр Белинский. Премьера состоялась 3 октября 1995 года в Государственном Кремлёвском дворце, дирижировал Павел Овсянников, в партии Наполеона танцевал Валерий Лантратов, а в партии Жозефины Жанна Богородицкая. Художником спектакля выступил главный художник Российского академического молодёжного театра Станислав Бенедиктов.
В 2002 году балет показали на сцене Римской оперы, в рамках гастролей Кремлёвского балета

## Сюжет
Действие балета выглядит как воспоминания Наполеона о своей жизни, который в это время находится в ссылке. Воспоминания имеют строгую последовательность и имеют следующие названия:
Первый акт
1. Пролог
2. Юность Бонапарта
3. Ветер революции
4. Салон Жозефины
5. Походы и победы
6. Монолог Жозефины
7. Появление Наполеона. Дуэт Жозефины и Наполеона
8. Разгон Конвента
9. Коронация

Второй акт
1. Утро императора
2. На балу
3. Монолог Наполеона
4. На балу (продолжение)
5. Новые походы
6. Дуэт с Валевской
7. Тильзит. Встреча двух императоров
8. Русский танец
9. Танец австрийской принцессы
10. Москва
11. Наполеон со своим сыном
12. Отречение
13. Наполеон на Эльбе

## Постановки
- 1995 — Премьера. Государственный Кремлёвский Дворец. Хореограф-постановщик Андрей Петров, дирижёр-постановщик Павел Овсянников[5].
- 2004 — Азербайджанский театр оперы и балета. Хореограф-постановщик Андрей Петров, художник-постановщик Станислав Бенедиктов[6]
- 2016 — Иркутский областной музыкальный театр имени Н. М. Загурского. Хореограф-постановщик Людмила Цветкова, дирижёр-постановщик Евгений Зеленцов[7]

## Аудиозаписи
- 1996 — Дирижёр Павел Овсянников[8]
- 1997 — Дирижёр Александр Ведерников[4]